# Sistema tampó de carbonat

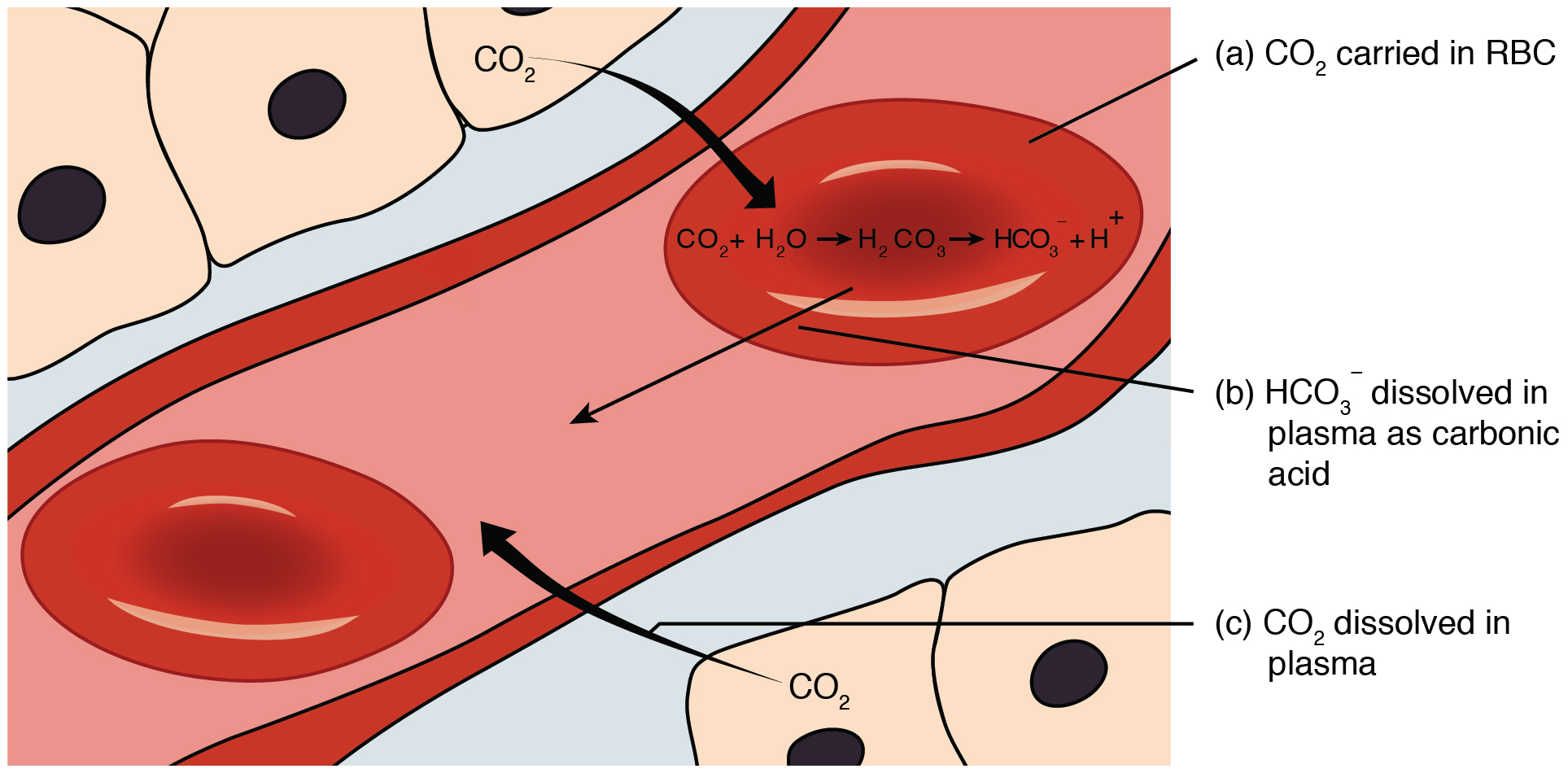
El diòxid de carboni, un subproducte de la respiració cel·lular, es dissol a la sang, on és captat pels glòbuls vermells i es converteix en àcid carbònic per l'anhidrasa carbònica. La major part de l'àcid carbònic es dissocia en bicarbonat i ions d'hidrogen.

El sistema tampó de carbonat és un mecanisme homeostàtic àcid-base que involucra l'equilibri de l'àcid carbònic (H₂CO₃), ió hidrogenicarbonat HCO−₃), i diòxid de carboni (CO₂) per mantenir el pH en la sang i el duodè, entre altres teixits, per donar suport a la funció metabòlica adequada. Catalitzat per l'anhidrasa carbònica, el diòxid de carboni (CO₂) reacciona amb l'aigua (H₂O) per formar àcid carbònic (H₂CO₃), que al seu torn es dissocia ràpidament per formar un ió hidrogencarbonat (HCO₃-) i un ió hidrogen (H+) com es mostra en la següent reacció:
De la mateixa manera que amb qualsevol sistema tampó, el pH s'equilibra per la presència d'un àcid feble (per exemple, H₂CO₃) i la seva base conjugada (per exemple, HCO−₃) perquè qualsevol excés d'àcid o base introduït en el sistema sigui neutralitzat.
Si aquest sistema no funciona correctament, es produeix un desequilibri àcid-base, com l'acidosi (pH <7.35) i l'alcalosi (pH> 7.45) en la sang.

## En l'equilibri sistèmic àcid-base
En els teixits, la respiració cel·lular produeix diòxid de carboni com a producte de deixalla, una de les funcions principals del sistema circulatori és l'eliminació de la major part d'aquest CO₂ per la seva hidratació a l'ió hidrogencarbonat. L'ió hidrogencarbonat present en el plasma sanguini es transporta als pulmons, on es deshidrata novament a CO₂ i s'allibera durant l'espiració. Aquestes conversions d'hidratació i deshidratació de CO₂ i H₂CO₃, que normalment són molt lentes, són facilitades per l'anhidrasa carbònica tant en la sang com en el duodè. Mentre està en la sang, l'ió hidrogencarbonat serveix per neutralitzar l'àcid introduït en la sang a través d'altres processos metabòlics (per exemple l'àcid làctic, els cossos cetònics); de la mateixa manera, qualsevol base (per exemple, la urea del catabolisme de les proteïnes) es neutralitza amb àcid carbònic (H₂CO₃).

### Regulació
Segons el calculat per l'equació de Henderson-Hasselbalch, per mantenir un pH normal de 7.4 a la sang (pel que el pKa de l'àcid carbònic és 6.1 a temperatura fisiològica), s'ha de mantenir constantment una proporció d'hidrogencarbonat de 20:1 a àcid carbònic; aquesta homeòstasi està principalment intervinguda per sensors de pH en el bulb raquidi del cervell i probablement en els ronyons, vinculats a través de circuits de retroalimentació negativa a efectors en els sistemes respiratori i renal. En la sang de la majoria dels animals, el sistema de tampó de carbonat s'acobla als pulmons a través de la compensació respiratòria, el procés mitjançant el qual la freqüència de la respiració canvia per compensar els canvis en la concentració de CO₂ a la sang. Segons el principi de Le Châtelier, l'alliberament de CO₂ dels pulmons empeny la reacció cap a l'esquerra, causant que l'anhidrasa carbònica formi CO₂ fins que s'elimini tot l'excés d'àcid. La concentració d'hidrogencarbonat també està regulada encara més per la compensació renal, el procés pel qual els ronyons regulen la concentració d'ions hidrogencarbonat mitjançant la secreció d'ions H+ en l'orina mentre, al mateix temps, reabsorbeix ions HCO−₃ al plasma sanguini, o a l'inrevés, depenent de si el pH del plasma està augmentant o disminuint, respectivament.

### Equació de Henderson-Hasselbalch
Es pot usar una versió modificada de l'equació de Henderson-Hasselbalch per relacionar el pH de la sang amb els constituents del sistema de tampó carbonat:
{\displaystyle {\ce {pH}}={\textrm {p}}K_{a~{\ce {H_2CO_3}}}+\log \left({\frac {[{\ce {HCO_3^-}}]}{[{\ce {H_2CO_3}}]}}\right),}
on:
- pKa H2CO3 és el logaritme negatiu (base 10) de la constant d'acidesa de l'àcid carbònic. És igual a 6.1.
- [HCO−₃ ] és la concentració d'hidrogencarbonat a la sang
- [H₂CO₃] és la concentració d'àcid carbònic a la sang

En descriure els gasos en sang arterial, l'equació de Henderson-Hasselbalch generalment se cita en termes de pCO₂, la pressió parcial de diòxid de carboni, en lloc d'H₂CO₃. Tot i això, aquestes quantitats estan relacionades per l'equació:
{\displaystyle [{\ce {H_{2}CO_{3}}}]=k_{\ce {H~CO_{2}}}\times p_{\ce {CO_{2}}},}
on:
- [H₂CO₃] és la concentració d'àcid carbònic a la sang
- kH CO2 és una constant que inclou la solubilitat del diòxid de carboni ala sang. kH CO 2 és aproximadament 0.03 (mmol/L)/mmHg
- pCO2 és la pressió parcial del diòxid de carboni a la sang.

En conjunt, es pot usar la següent equació per relacionar el pH de la sang amb la concentració d'hidrogencarbonat i la pressió parcial de diòxid de carboni:
{\displaystyle {\ce {pH}}=6.1+\log \left({\frac {[{\ce {HCO_3^-}}]}{0.0307\times p_{{\ce {CO_2}}}}}\right),}
on:
- El pH és l'acidesa a la sang.
- [HCO −₃ ] és la concentració de bicarbonat en la sang, en mmol/L
- <i id="mwAQI">p</i> CO2 és la pressió parcial del diòxid de carboni ala sang, en mmHg

### Derivació de l'aproximació de Kassirer-Bleich
L'equació de Henderson-Hasselbalch, que es deriva de la llei d'acció de masses, pot modificar-se pel que fa al sistema tampó de carbonat per obtenir una equació més simple que proporciona una aproximació ràpida de les concentracions de H+ o HCO−₃ sense necessitat de calcular logaritmes:
Atès que la pressió parcial de diòxid de carboni és molt més fàcil d'obtenir a partir de mesurar d'àcid carbònic, la constant de solubilitat de la llei d'Henry (que relaciona la pressió parcial d'un gas a la seva solubilitat) per a CO₂ al plasma s'utilitza en lloc de la concentració d'àcid carbònic. Després de reorganitzar l'equació i aplicar la llei d'Henry, l'equació es converteix en:
on K' és la constant de dissociació de la pKa de l'àcid carbònic, 6.1, que és igual a 800 nmol / L (donat que K' = 10−pKa = 10-(6.1) ≈ 8.00X10−07 mol/L = 800nmol/L). Multiplicant K ' (expressat com nmol / L) i 0.03 (800 X 0.03 = 24) i reorganitzar pel que fa a HCO−₃, l'equació se simplifica:

## En altres teixits
El sistema tampó de carbonat també exerceix un paper vital en altres teixits. En l'estómac i el duodè humans, el sistema tampó de carbonat serveix tant per neutralitzar l'àcid gàstric com per estabilitzar el pH intracel·lular de les cèl·lules epitelials a través de la secreció de l'ió hidrogencarbonat a la mucosa gàstrica. En pacients amb úlceres duodenals, l'erradicació de Helicobacter pylori pot restaurar la secreció de carbonat de la mucosa i reduir el risc de recurrència de l'úlcera.